# Lars Olofsson
Lars Olofsson, född 1951 i Kristianstad, är en svensk industriman.
Lars Olofsson är son till företagsledaren Bertil Olofsson och Doris Olofsson. Han växte upp i Örebro och tog ekonomexamen vid Lunds universitet. Från 1976 arbetade han på Findus och 1981–1992 på Nestlé med marknadsföring i Frankrike. Han har arbetat inom Nestlékoncernen under mer än 30 år, bland annat som chef från 1992 för koncernens franska bolag för glass och frusen mat, från 1997 chef för hela Nestlés franska verksamhet. Från 2001 har han arbetat vid Nestlékoncernens huvudkontor i Schweiz, senast från 2005 som executive vice president med ansvar för koncernens marknadsföring och försäljning. Han har också under en period på 1990-talet varit chef för Pripps AB, då ett företag inom Procordia Food-koncernen i Sverige.
I januari 2009 tillträdde han tjänsten som verkställande direktör för Carrefour S.A., men avgick 2012.
Lars Olofsson är gift med gymnastikläraren Ingrid Olofsson.